# Анница
Анница — река в России, протекает в Костромской области. Левый приток Неи.

## География
Река Анница берёт начало у деревни Лодыгино. Течёт на юго-запад через леса. Устье реки находится в 18 км по левому берегу реки Нея. Длина реки составляет 13 км. Основные притоки — реки Кочуга (левый) и Чёрная (правый).

## Данные водного реестра
По данным государственного водного реестра России относится к Верхневолжскому бассейновому округу, водохозяйственный участок реки — Унжа от истока и до устья, речной подбассейн реки — Бассей притоков Волги ниже Рыбинского водохранилища до впадения Оки. Речной бассейн реки — (Верхняя) Волга до Куйбышевского водохранилища (без бассейна Оки).
Код объекта в государственном водном реестре — 08010300312110000016584.